# شاشة انبعاث مجالي

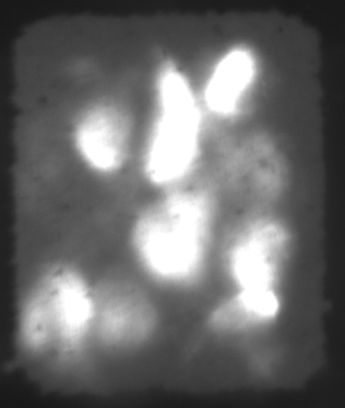

شاشة الانبعاث المجالي (إف إي دي) هي تقنية عرض مسطحة تستخدم مصادر انبعاث إلكتروني مجالي واسعة المساحة لتوفير إلكترونات تضرب الفوسفور الملون لإنتاج صورة ملونة. عمومًا، تتكون شاشة الانبعاث المجالي من مصفوفة من أنابيب الأشعة المهبطية، ينتج كل أنبوب بكسل فرعي واحد، تجمع في ثلاثيات لتشكيل بكسلات حمراء-خضراء-زرقاء (آر جي بي). تجمع شاشات الانبعاث المجالي بين مزايا أنابيب الأشعة المهبطية، مستويات التباين العالية وأوقات الاستجابة السريعة للغاية تحديدًا، ومزايا التغليف التي توفرها شاشات العرض البلوري السائل (إل سي دي) وغيرها من تقنيات اللوحة المسطحة. وتوفر أيضًا إمكانية استهلاك طاقة أقل، تبلغ نحو نصف طاقة نظام إل سي دي تقريبًا.
كانت سوني المؤيد الرئيسي لتصميم شاشات الانبعاث المجالي وبذلت جهودًا كبيرة للبحث والتطوير في هذا النظام خلال العقد الأول من القرن الحادي والعشرين، وخططت للإنتاج الشامل في عام 2009. بدأت جهود سوني في مجال شاشات الانبعاث المجالي تتراجع في عام 2009، عندما أصبحت إل سي دي التقنية المسيطرة على اللوحات المسطحة. في يناير 2010، أعلنت إيه يو أوبترونكس أنها حصلت على أصول أساسية لشاشة الانبعاث المجالي من سوني وأنها تعتزم مواصلة تطوير هذه التقنية. اعتبارًا من عام 2016، لم يُنفذ أي إنتاج واسع النطاق للشاشات الانبعاث المجالي. أمكن أيضًا صنع شاشات انبعاث مجالي شفافة.
ترتبط شاشات الانبعاث المجالي ارتباطًا وثيقًا بتقنية عرض متطورة أخرى، هي شاشة باعث الإلكترون سطحية التوصيل (إس إي دي)، وتختلف عنها أساسًا في تفاصيل نظام الانبعاث الإلكتروني.

## التشغيل
تعمل شاشة الانبعاث المجالي مثل أنبوب أشعة مهبطية تقليدي (سي آر تي) ذو سلاح إلكتروني يستخدم الجهد العالي (10 كيلو فولت) لتسريع الإلكترونات، والتي تثير الفوسفور بدورها، ولكن تحتوي شاشة الانبعاث المجالي على شبكة من الأسلحة الإلكترونية النانوية الفردية، بدلًا من السلاح الإلكتروني الوحيد. تتألف من صفيحتين زجاجيتين تفصل بينهما مسافات منتظمة وتواجه كل منهما الأخرى، تحتوي إحداهما على البواعث والفواصل والشبكة، وتحتوي الأخرى على الفوسفور.
تُصنع شاشة الانبعاث المجالي من خلال وضع سلسلة من الخطوط المعدنية على لوحة زجاجية لتشكيل سلسلة من الخطوط المهبطية. وتُستخدم الطباعة الضوئية لوضع سلسلة صفوف بوابات التبديل بزاوية قائمة على الخطوط المهبطية، لتشكيل شبكة قابلة للعنونة. تُثبت قطعة صغيرة تحوي 4,500 باعث تقريبًا عند تقاطع كل صف وعمود، باستخدام طُرق مطورة من طابعات نفث الحبر عادةً. تُوضع الشبكة المعدنية أعلى بوابات التبديل لإكمال هيكل السلاح.
يُنشأ حقل تدرج جهد عالي بين البواعث والشبكة المعدنية المعلقة فوقها، ما يؤدي إلى سحب الإلكترونات من أطراف البواعث. وتعتبر هذه عملية غير خطية إلى حد كبير، وتؤدي التغيرات الصغيرة في الجهد إلى تشبع عدد الإلكترونات المنبعثة بسرعة. يمكن عنونة الشبكة بشكل فردي، ولكن سيكون للبواعث المتوضعة عند نقاط العبور للمهبط الكهربائي ولخطوط البوابة فقط الطاقة الكافية لإنتاج بقعة مرئية، ولن يكون تسرب الطاقة إلى العناصر المحيطة مرئيًا. يسمح عدم الخطية العملية بتجنب مخططات عنونة المصفوفة النشطة؛ فبمجرد إضاءة البكسلات، ستتوهج بشكل طبيعي. وتعني اللاخطية أيضًا أن سطوع البكسل الفرعي يُعدل بواسطة تضمين عرض النبض للتحكم في عدد الإلكترونات المنتجة، كما هو الحال في شاشات البلازما.
يرسل جهد الشبكة الإلكترونات المتدفقة إلى المنطقة المفتوحة بين البواعث في الجزء الخلفي والشاشة في المقدمة، حيث يزيد جهد مسارع ثاني من سرعتها باتجاه الشاشة، ما يمنحها طاقة كافية لإضاءة الفوسفور. ونظرًا لأن الإلكترونات من أي باعث فردي تُطلق نحو بكسل فرعي واحد، فلا حاجة إلى مغناط المسح الضوئي الكهربائية.
تستخدم شاشات الانبعاث المجالي-أنابيب الأشعة المهبطية أنابيب نانوية كربونية مشابة بالنيتروجين و/أو البورون كبواعث. عملت سامسونغ سابقًا على تطوير هذا النوع من الشاشات، ولكن، لم تصدر أبدًا أي منتجات تستخدم هذه التقنية. تضع شاشة الانبعاث المجالي- أنابيب الأشعة المهبطية بواعث الأنابيب النانوية الكربونية في الجزء السفلي الأوسط من تجاويف تسمى فتحات البوابة، والتي تُصنع باستخدام مادة عازلة كهربائيًا. يُثبت غشاء ذهبي فوق هذه المادة دون سد فتحات البوابة للسماح بمرور الإلكترونات من الأنابيب النانوية الكربونية. يعمل الغشاء الذهبي كبوابة أو شبكة، ويسرع الإلكترونات. يستخدم الذهب أيضًا كمهبط، وتُبنى الأنابيب النانوية الكربونية فوقه. يوضع المهبط باستخدام الطباعة الضوئية لإنشاء شبكة قابلة للعنونة. تُوضع الفواصل على مسافات منتظمة وتبعد الألواح الزجاجية عن بعضها مسافة 300 ميكرون. ويحتوي الفضاء الذي تنشئه الفواصل فراغ. يمكن أن يُصنع المصعد من الألمنيوم أو أكسيد القصدير والإنديوم (ITO)، ويمكن وضعه أسفل الفوسفور أو فوقه.

## التقنيات المنافسة

### أنابيب الأشعة المهبطية
تلغي شاشات الانبعاث المجالي الكثير من التعقيد الكهربائي لأنابيب الأشعة المهبطية، بما في ذلك الشعيرات المسخنة في السلاح الإلكتروني المستخدم لتوليد الإلكترونات، والمغانط الكهربائية في مقارن الانحراف المستخدمة لتوجيه الشعاع، وبالتالي تُعتبر أكثر كفاءة في استهلاك الطاقة من أنابيب الأشعة المهبطية ذات الحجم المماثل. ولكن، تُعد شاشات الانبعاث المجالي أسوأ تقنيًا من أنابيب الأشعة المهبطية، لأنها غير قادرة على المسح المتعدد.[بحاجة لمصدر]

### شاشة العرض البلوري السائل
تستخدم شاشات إل سي دي المسطحة مصدر إضاءة ساطع وتصفي نصف الضوء باستخدام مرشح استقطابي، ثم تصفي معظم الضوء لإنتاج مصادر حمراء وخضراء وزرقاء (آر جي بي) للبيكسلات الفرعية. وهذا يعني أن 1/6 (أو أقل عمليًا) من الضوء المولد في الجزء الخلفي من اللوحة يصل إلى الشاشة في أفضل الأحوال. في معظم الحالات، تصفي مصفوفة البلور السائل نفسها الضوء الإضافي لتغيير سطوع البكسلات الفرعية وإنتاج سلسلة لونية. لذا رغم استخدام مصادر إضاءة عالية الكفاءة مثل مصابيح الفلوريسنت ذات المهبط البارد أو مصابيح إل إي دي (ثنائي باعث للضوء) بيضاء عالية الطاقة، فإن الكفاءة الإجمالية لشاشة إل سي دي ليست عالية جدًا. ورغم أن عملية الإضاءة المستخدمة في شاشات الانبعاث المجالي أقل كفاءة، ولكن لا تتطلب سوى البكسلات الفرعية المضاءة الطاقة، ما يعني أن شاشات الانبعاث المجالي أكثر كفاءة من شاشات إل سي دي. عُرضت نماذج أولية لشاشات انبعاث مجالي من سوني بمقاس 36 بوصة تسحب 14 واط فقط عند عرض مشاهد مضاءة بشكل ساطع، بينما تسحب شاشة إل سي دي التقليدية ذات الحجم المماثل عادةً أكثر من 100 واط.
يقلل تجنب الحاجة إلى نظام الإضاءة الخلفية والمصفوفة النشطة للترانزستور ذو الغشاء الرقيق أيضًا تعقيد المجموعة ككل كثيرًا، مع تقليل سمك الجهاز من الأمام إلى الخلف. بينما تحتوي شاشة الانبعاث المجالي صفيحتين زجاجتين بدلًا من الصفيحة الواحدة الموجودة في شاشة إل سي دي، لذا فمن المرجح أن يكون الوزن الإجمالي أقل من شاشة إل سي دي ذات الحجم المماثل. ويُزعم أيضًا أن شاشات الانبعاث المجالي أرخص في التصنيع، لأنها تحتوي عدد أقل من إجمالي المكونات والعمليات المشمولة. ومع ذلك، فهي ليست أجهزة سهلة التصنيع لتكون جهاز تجاري موثوق، وواجهت صعوبات إنتاجية كبيرة. أدى ذلك إلى سباق مع تقنيتين أُخريتين تهدفان لاستبدال شاشات إل سي دي في الاستخدام التلفزيوني، وهما شاشة المصفوفة العضوية النشطة ذات الصمام الثنائي الباعث للضوء وشاشة الباعث الإلكتروني سطحية التوصيل.